# Akademia Nauk w Getyndze

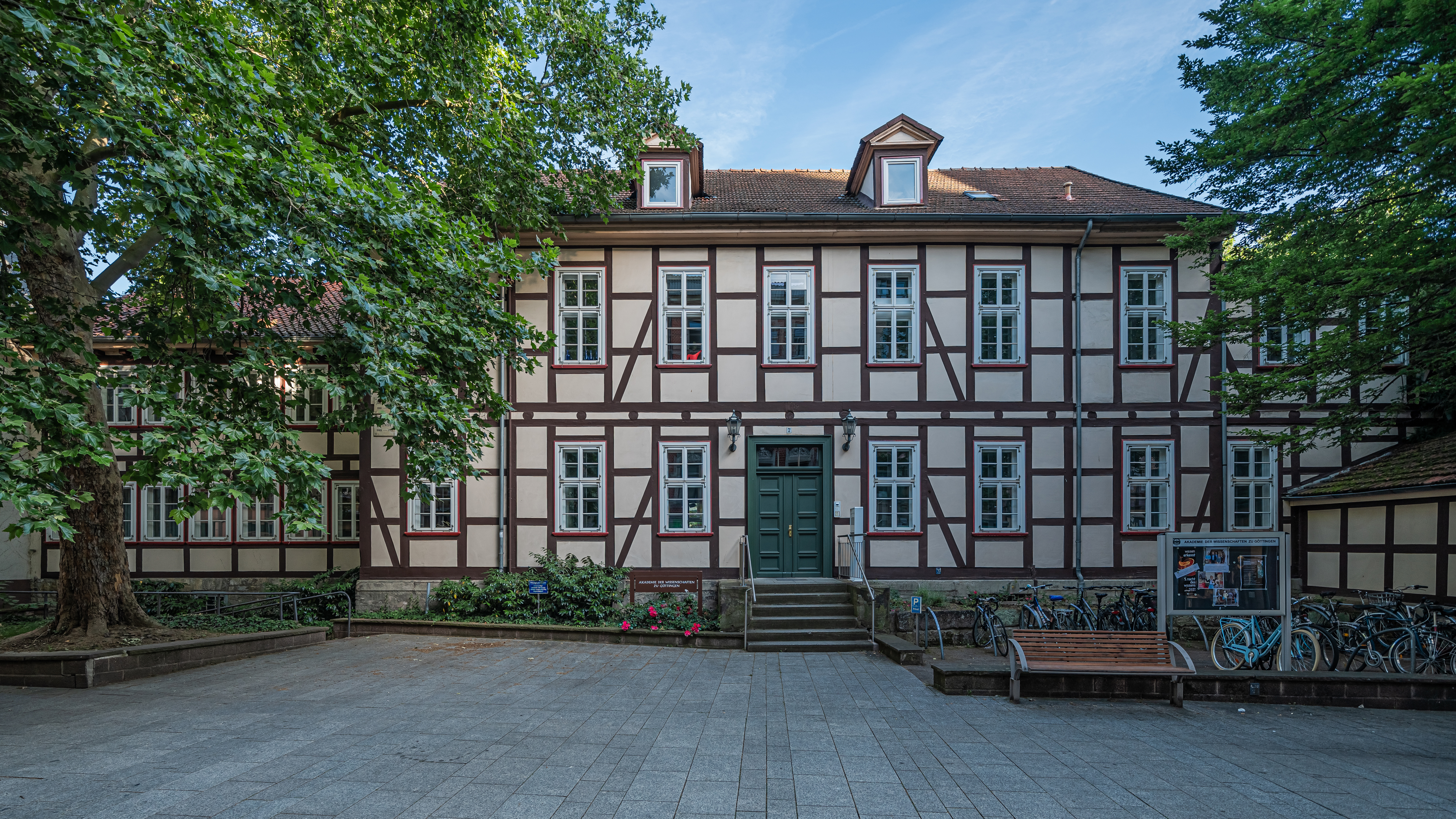
Akademia Nauk w Getyndze

Akademia Nauk w Getyndze (niem. Akademie der Wissenschaften zu Göttingen) – założona w 1751 roku przez króla Wielkiej Brytanii Jerzego II będącego jednocześnie elektorem Hanoweru, jest najstarszą pośród akademii naukowych w Niemczech należących do Union der deutschen Akademien der Wissenschaften (Związek Niemieckich Akademii Naukowych). Jej zadanie polega na służeniu nauce poprzez własną pracę i współpracę z naukowcami, a także z instytucjami naukowymi w kraju i zagranicą. Jej członkami są profesorowie nauk humanistycznych i przyrodniczych, którzy w swoich dziedzinach położyli szczególne zasługi. Dlatego Akademia to miejsce, gdzie interdyscyplinarność jest realizowana na najwyższym poziomie naukowym.
Pierwszym przewodniczącym Akademii był uczony Albrecht von Haller. Motto akademii brzmi Fecundat et Ornat (Wzbogaca i ozdabia).
W 2. połowie XIX w. stała się ważnym w skali światowej ośrodkiem matematyki i fizyki teoretycznej.

## Zadania
Akademia Nauk w Getyndze jest stowarzyszeniem prawa publicznego. Obecnie zarządza ponad 20 długoterminowymi projektami o znaczeniu krajowym i międzynarodowym, w tym badania inskrypcji w świątyni Edfu (Projekt Edfu), Enzyklopädie des Märchens (Encyklopedia bajek), edycja naukowych pism Lichtenberga, katalogowanie rękopisów Septuaginty, Goethe-Wörterbuch (Słownik Goethego), badanie dokumentów papieskich wczesnego i późnego średniowiecza oraz udostępnieniem akt cesarskiego sądu Reichshofrat.
O przyjęciu na członka akademii decydują jej członkowie w tajnym głosowaniu. Członkowie podzieleni są na dwie grupy matematyczno-fizyczną i filologiczno-historyczną, ale obradują zawsze razem podczas odczytów naukowych.
Profesorowie spotykają się co dwa tygodnie na plenarnych zebraniach w każdym semestrze i wymieniają się wynikami badań. Niektóre artykuły publikowane są w roczniku, który stanowi przegląd aktualnych badań.
Akademia Naukowa w Getyndze często przeprowadza publiczne wykłady i we współpracy z uniwersytetem w Getyndze oferuje serię wykładów. Od 2005 roku ma miejsce coroczny Tydzień Akademii poświęcony aktualnym tematom. Członkowie Akademii prowadzą regularnie wykłady w parlamencie Dolnej Saksonii w Berlinie, jak również w Landtagu Hanoweru i prowadzą dyskusje z decydentami.
Na dorocznej publicznej uroczystości w listopadzie, która jest kulminacją wielu wydarzeń roku, urzędujący prezydent przedstawia swój raport, a następnie rozdaje nagrody przyznane przez Akademię szczególnie wybitnym młodym naukowcom. Centralnym punktem uroczystości jest uroczyste przemówienie dotyczące tematu naukowego lub polityczno-naukowego.
Sala posiedzeń Akademii znajduje się w auli uniwersytetu w Getyndze (Aula der Georg-August-Universität).

## Członkowie
Akademia Nauk w Getyndze składa się z dwóch równouprawnionych działów: matematyczno-fizycznego i filologiczno-historycznego. Każdy dział może posiadać do 40 członków w wieku do 70 lat i mieszkających w Getyndze lub północnych Niemczech. Do stałych członków dochodzi do 200 członków korespondencyjnych, którzy żyją w Niemczech i zagranicą.
Jako jedna z dwóch najstarszych tego rodzaju instytucji w Niemczech, Akademia Nauk w Getyndze, może pochwalić się długą tradycją. Wielu sławnych uczonych było jej członkami, między innymi Christian Gottlob Heyne, Carl Friedrich Gauss, bracia Jacob i Wilhelm Grimm, Julius Wellhausen, David Hilbert, Georg Christoph Lichtenberg, Friedrich Wöhler, Otto Hahn, Werner Heisenberg, Franz Wieacker, James Franck, Max Born, Johann Matthias Gesner, Adolf Windaus i Friedrich Christoph Dahlmann. Dzisiaj swoją wiedzę do Akademii wnosi trzech laureatów Nagrody Nobla Manfred Eigen, Erwin Neher i Bert Sakmann. W sumie członkami Akademii było 13 laureatów Nagrody Nobla.
Prezydium jest wybierane co cztery lata przez plenum. Od kwietnia 2012 roku przewodniczącym Akademii, jako następca Christiana Starcka, jest profesor ekonomii Stefan Tangermann, wiceprzewodniczącymi są Thomas Kaufmann i Kurt Schönhammer, głównym sekretarzem Angelika Schade.

## Badania

### Projekty naukowe w ramach programu akademii
Projekty naukowe w ramach krajowego programu akademii:
- Deutsche Inschriften des Mittelalters und der frühen Neuzeit
- Deutsches Wörterbuch von Jacob Grimm und Wilhelm Grimm. adw-goe.de. [zarchiwizowane z tego adresu (2013-07-02)].
- Die Inschriften des ptolemäerzeitlichen Tempels von Edfu
- Edition der naturwissenschaftlichen Schriften Lichtenbergs. adw-goe.de. [zarchiwizowane z tego adresu (2012-05-25)].
- Edition und Bearbeitung byzantinischer Rechtsquellen
- Enzyklopädie des Märchens
- Erschließung der Akten des kaiserlichen Reichshofrates
- Gelehrte Journale und Zeitungen als Netzwerke des Wissens im Zeitalter der Aufklärung
- Germania Sacra
- Goethe-Wörterbuch
- Hof und Residenz im spätmittelalterlichen Deutschen Reich (1200-1600)
- Johann Friedrich Blumenbach-online
- Katalogisierung der orientalischen Handschriften in Deutschland
- Leibniz-Edition
- Mittelhochdeutsches Wörterbuch
- Ortsnamen zwischen Rhein und Elbe – Onomastik im europäischen Raum
- Papsturkunden des frühen und hohen Mittelalters
- Patristische Kommission
- Qumran-Wörterbuch
- Sanskrit-Wörterbuch
- SAPERE
- Schleiermacher-Edition. adw-goe.de. [zarchiwizowane z tego adresu (2013-08-01)].,
- Göttinger Septuaginta-Unternehmen

### Komisje naukowe
- Funktion des Gesetzes in Geschichte und Gegenwart
- Die Natur der Information
- Erforschung der Kultur des Spätmittelalters
- Imperium und Barbaricum: Römische Expansion und Präsenz im rechtsrheinischen Germanien und die Ausgrabungen von Kalkriese
- Kommission für interdisziplinäre Südosteuropa-Forschung
- Kommission für Mathematiker-Nachlässe
- Origin of Life
- Manichäische Studien
- Synthese, Eigenschaften und Struktur neuer Materialien und Katalysatoren
- Technikwissenschaftliche Kommission. adw-goe.de. [zarchiwizowane z tego adresu (2012-05-25)].

## Nagrody
Nagrody przyznawane przez Akademię Nauk w Getyndze:
- Akademie-Preis für Biologie
- Akademie-Preis für Chemie
- Akademie-Preis für Geisteswissenschaften
- Akademie-Preis für Physik
- Brüder-Grimm-Medaille
- Dannie-Heineman-Preis
- Hans-Janssen-Preis
- Hanns-Lilje-Preis
- Lichtenberg-Medaille
- Sartorius-Preis
- Wallstein-Preis
- Wedekind-Preis (Akademie-Preis für Geschichte)